# Bert Lown

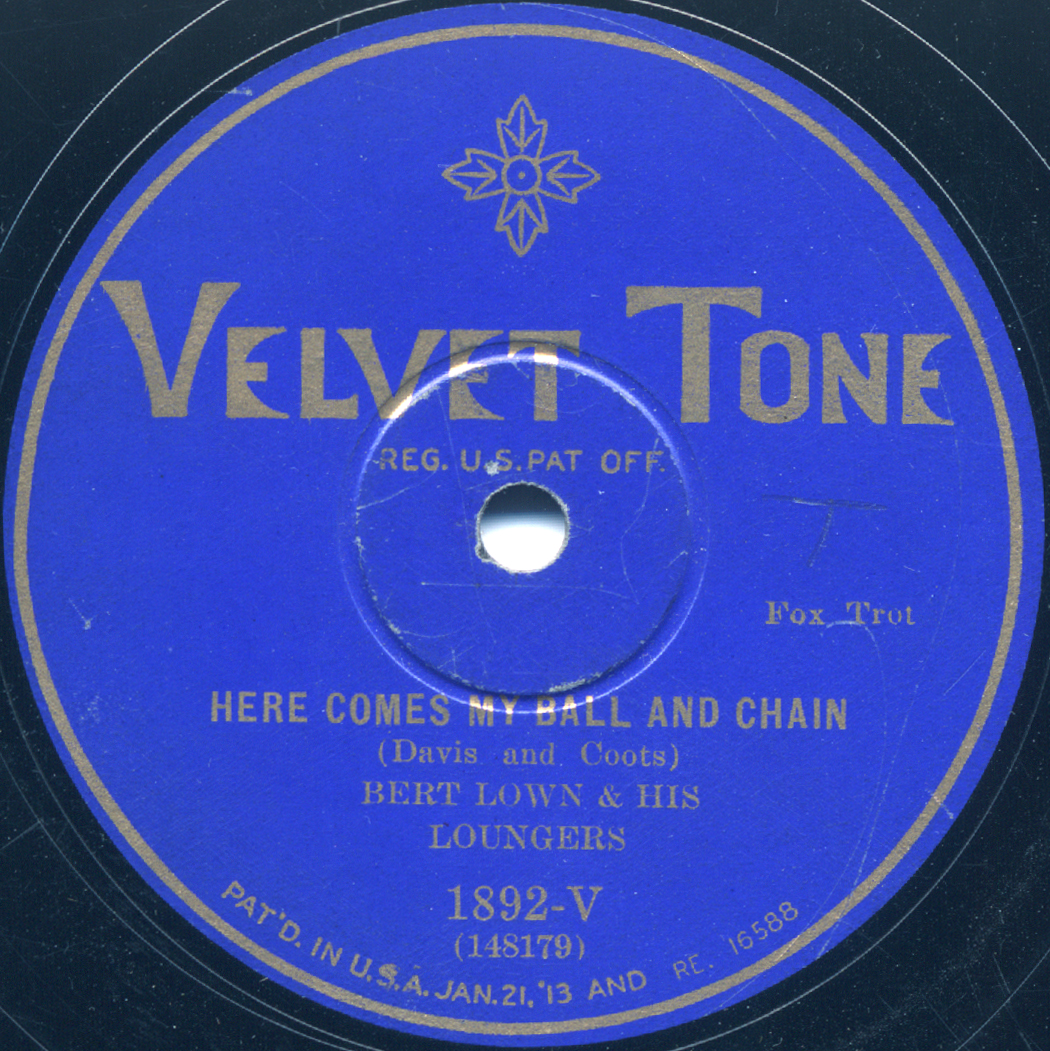
Etiketten till en av Lowns tidiga skivutgåvor på Velvet Tone.

Bert Lown, född den 6 juni 1903 i White Plains, New York, död den 20 november 1962 i Portland, Oregon, var en amerikansk musiker (violinist), orkesterledare, låtskrivare och manager.
Enligt Rudy Vallée hade Lown innan han gav sig in i musikbranschen arbetat som försäljare av skrivmaskiner. Hans tidigaste kände musikaliska engagemang är som medlem i Fred Hamms orkester kring 1925. Tillsammans med Hamm och två andra musiker i orkestern komponerade Lown vid denna tid melodin Bye Bye Blues som orkestern spelade in för skivbolaget Victor. Melodin skulle några år senare bli en stor hit med Lowns egen orkester.
Med början i februari 1929 började Lown göra skivinspelningar med en orkester under eget namn, ursprungligen för lågprisetiketter som Harmony, Velvet Tone, Banner och Hit of the Week. Mot slutet av året erhöll Lowns orkester dock ett fast engagemang på det luxuösa Biltmore Hotel i New York vilket ledde till inspelningar för de stora skivbolagen; först ett par sessioner för Columbia och därefter för Victor under hela perioden september 1930 till juni 1933. Totalt spelade Lowns orkester in 86 utgivna skivsidor. Många framträdande jazzmusiker medverkade på dessa inspelningar, däribland trombonisten Miff Mole, bassaxofonisten Adrian Rollini, trumpetarna Frank Cush (liksom Rollini en tidigare medlem av California Ramblers) och Eddie Farley samt trumslagaren Stan King. Det är dock inte säkerställt huruvida dessa även framträdde med orkestern på Biltmore Hotel eller om de endast hyrdes in som studiomusiker vid skivinspelningar. Lowns engagemang på Biltmore verkar under alla omständigheter ha upphört i slutet av 1931, och orkesterns göranden utanför skivstudion är därefter oklara. Troligen slutade Lown arbeta som orkesterledare i mitten av 1930-talet, och fokuserade därefter på sin verksamhet som manager.
Redan 1926 hade Lown öppnat en verksamhet som artistbokare. Hans troligen största fynd som sådan var när han 1927 lejde den ännu okände saxofonisten Rudy Vallée för att sätta ihop en orkester till ett engagemang på the Heigh-Ho Club i New York - något som blev Vallées kommersiella genombrott.
Efter diverse andra sysselsättningar under andra världskriget påbörjade Lown en ny karriär, denna gång inom TV som medarbetare vid CBS där han några år senare avancerade till en chefsposition vid bolagets kontor i Los Angeles. Han avled av en hjärtattack under en tjänsteresa till Portland.
Utöver Bye Bye Blues omfattar Lowns meriter som låtskrivare bland annat You're The One I Care For och By My Side.